# A Quiet Place (opera)
A Quiet Place (Un posto tranquillo) è un'opera del 1983 con musiche di Leonard Bernstein su libretto di Stephen Wadsworth. È un sequel dell'opera di Bernstein "in sette scene" del 1951 Trouble in Tahiti.

## Storia
Nella sua forma originale, A Quiet Place era in un atto. Bernstein ne parlava come di una struttura mahleriana in quattro sezioni. La prima, diretta a Houston da John DeMain il 17 giugno 1983, fu un doppio programma: Trouble in Tahiti, intermezzo, A Quiet Place.
Nella sua forma in tre atti, l'Atto II consisteva in gran parte in Trouble in Tahiti in flashback. Questo modulo apparve nel 1984, con John Mauceri che diresse a Milano e Washington. Fu perfezionato nel 1986 per Vienna, dove fu effettuata una registrazione e diresse lo stesso compositore.

## Storia delle esecuzioni
La prima rappresentazione, alla presenza di Bernstein, fu il 17 giugno 1983 alla Houston Grand Opera. Dal Washington Post, prima della première:
«Alla base di tutto c'è un tessuto orchestrale con un'ampia varietà di stili che è di vera densità sinfonica, l'opposto di Trouble in Tahiti. Bernstein ha paragonato la forma in quattro parti dell'opera a una sinfonia di Mahler in un'intervista con un critico di Houston la scorsa settimana. 'La scena di apertura è enorme ed esplosiva. La seconda è elegaica. La terza è uno scherzo giocoso", ha detto. E l'ultima scena è "uno di quegli adagi", riferendosi ai gravi e nobili movimenti lenti che concludono opere come la Terza e la Nona sinfonia di Mahler. 'Se l'opera sta dicendo qualcosa', ha detto, 'sta dicendo che qualsiasi cosa nella vita è difficile da ottenere.' Poi ha aggiunto, 'compresa quest'opera'».

### Revisioni
Dopo essere stato stroncato dalla critica: "chiamare il risultato un pretenzioso fallimento è un modo gentile di dirlo", Bernstein e Wadsworth hanno ritirato l'opera e l'hanno rivista. Alcune scene sono state tagliate e Trouble in Tahiti è stato incorporato come due flashback, diventando (la maggior parte) dell'Atto II di una nuova struttura in tre atti. Questa versione è stata data nel 1984 alla Scala di Milano e alla Washington Opera. Il lavoro è stato nuovamente rivisto e successivamente eseguito alla Wiener Staatsoper, ma con un'orchestra radiofonica, sotto la direzione del compositore nell'aprile 1986. Wendy White ha cantato Dinah. Queste esibizioni sono state registrate dalla Deutsche Grammophon per la pubblicazione.

### Ultime esecuzioni
La prima britannica è stata nel dicembre 1988 al Corn Exchange Theatre, Cambridge, con il compositore presente. Nell'ottobre 2010 la New York City Opera ha presentato la prima newyorkese dell'opera (in ogni versione) in una produzione di Christopher Alden. In contrasto con le risposte precedenti, che erano state tiepide, la produzione di Alden è stata molto apprezzata sia dalla critica che dal pubblico.

## Ruoli
Nota bene: la fonte di Opera America qui è fuorviante. Alla première, il 17 giugno 1983, A Quiet Place non incorporò Trouble in Tahiti ma fu eseguita dopo di essa, cioè come opera a sé stante. Di conseguenza i personaggi Dinah e Young Sam non ne facevano parte. L'anno successivo (1984), quando il lavoro precedente fu interpolato nell'opera successiva come un flashback, e nel 1986, quando fu registrata un'esibizione a Vienna con il compositore che dirigeva, si potrebbe dire che questi ruoli fossero inclusi, sebbene gli elenchi del cast li separassero ancora da i quattro ruoli principali in A Quiet Place: Dede, François, Junior e (Old) Sam.
| Ruolo                                                                                            | Registro vocale | Cast della prima, 17 giugno 1983 (Direttore: – John DeMain)                                            |
| ------------------------------------------------------------------------------------------------ | --------------- | --- |
| Dede, figlia di Sam e Dinah                                                                      | soprano         | Sheri Greenawald. URL consultato il 19 marzo 2021 (archiviato dall'url originale il 19 dicembre 2017). |
| François, fidanzato di Junior, poi marito di Dede                                                | tenore          | Peter Kazaras                                                                                          |
| Junior, figlio di Sam e Dinah                                                                    | baritono        | Timothy Nolen                                                                                          |
| (Vecchio) Sam                                                                                    | baritono        | Chester Ludgin                                                                                         |
| I seguenti ruoli in Trouble in Tahiti furono eseguiti la sera stessa, ma prima di A Quiet Place: |                 | |
| Dinah, moglie di Sam                                                                             | mezzosoprano    | Diane Kesling.                                                                                         |
| Sam (da giovane)                                                                                 | baritono        | Edward Crafts (archiviato dall'url originale il 31 luglio 2018).                                       |

## Trama
(Nella forma in tre atti)

### Prologo
Un coro canta frasi musicali sparse come "Il mio cuore sarà il tuo giardino", "Torte e amici che scegliamo con cura" e "Il tempo perduto non si trova mai". Alcuni di questi temi sono ripetuti in tutta l'opera. Nel frattempo, si sentono voci come reazione a un incidente d'auto. La vittima è Dinah, moglie e madre di due figli.

### Atto 1
Amici e parenti si riuniscono al funerale di Dinah. Tra gli ospiti ci sono il fratello di Dinah (Bill), la sua migliore amica (Susie), il suo psicoanalista, il suo medico di famiglia e sua moglie (Doc e Mrs. Doc) e infine i suoi figli (Dede e Junior). Sam, il marito vedovo di Dinah, è immobile e isolato in un angolo. Le persone sono assorte nei propri pensieri e non comunicano bene. In una serie di conversazioni frammentarie discutono delle circostanze della morte di Dinah (l'incidente automobilistico del prologo), piangono la sua perdita e rivelano parte di ciò che è accaduto alla sua famiglia nel corso degli anni. Dede e Junior vivono in Quebec con un franco-canadese, François, che era stato romanticamente coinvolto con Junior, e ora è sposato con Dede. Junior, che ha una storia di malattia mentale, non vede suo padre da quasi 20 anni e Sam non ha mai incontrato suo genero.
Quando sono arrivati tutti tranne Junior, il responsabile del funerale annuncia una cerimonia di letture e reminiscenze. Doc legge da I Proverbi, Mrs. Doc da Elizabeth Barrett Browning (versi scelti da Sam); Bill e Susie offrono vivaci reminiscenze di Dinah; Dede legge di Kahlil Gibran, finché non scoppia in lacrime e François deve leggere per lei. L'ingresso indisciplinato di Junior interrompe la cerimonia e nessuno lo saluta. Al termine delle letture gli ospiti sfilano davanti alla bara di Dinah e partono, lasciando Sam, Junior, Dede e François l'uno di fronte all'altro per la prima volta.
Le prime parole di Sam sono rivolte a Junior, ma lasciano il posto a un'esplosione di rabbia di 30 anni, rappresaglie e dolore confuso diretto a tutti e tre i giovani. Sam scoppia a piangere, ma nessuno va da lui. In un trio di ricordi, Junior, Dede e François ricordano, tramite lettere a metà ricordate di casa, un tempo lontano in cui erano vicini ai loro padri. Junior rompe l'incantesimo del ricordo con uno schiocco e si avvicina violentemente a suo padre. Comincia in rima, un sintomo della sua psicosi, e pungola Sam con uno strip blues improvvisato. Vengono alle mani e il coperchio della bara viene chiuso con uno schianto. Sam esce furiosamente, poi Dede e François. Junior, solo, si accorge della sua confusione e fa scorrere teneramente la mano sulla bara di sua madre.

### Atto 2
(IncorporaTrouble in Tahiti)

#### Scena 1
A casa più tardi quella sera, Sam è solo nella camera da letto principale. Leggere il vecchio diario di Dinah lo fa arrabbiare, ma prova anche amore per Dinah e si rende conto che gli manca. Il diario rievoca un ricordo di 30 anni fa...

#### Scena 2
La scena si apre con un trio jazz scat che pubblicizza il fascino della vita familiare ideale in "Suburbia, U.S.A." degli anni '50. Vari ricchi sobborghi americani sono menzionati per nome, tra cui Wellesley Hills, Shaker Heights, Highland Park e Beverly Hills.
Nella loro "casetta bianca", il giovane Sam e Dinah litigano a colazione. Tra le altre questioni, lo accusa di avere una relazione con la sua segretaria al lavoro. Dopo dieci anni di matrimonio, ogni giorno è lo stesso. Vorrebbero essere gentili l'uno con l'altro, ma non c'è una vera comunicazione tra loro.
Nel suo ufficio il giovane Sam conclude un affare, concedendo un prestito d'affari con il suo slancio abituale. Il trio jazz esalta il suo senso degli affari e il suo grande cuore. Sul divano del suo psichiatra Dinah racconta un sogno; mentre lottava per trovare la via d'uscita da un giardino morente, una voce le fece un cenno, promettendole che l'amore l'avrebbe condotta in "a quiet place" ("un posto tranquillo"). Il giovane Sam convoca la sua segretaria (invisibile) nel suo ufficio, le chiede apertamente se le ha mai fatto qualcosa e accetta le sue pacate obiezioni come acquiescenza alla sua versione di ciò che è successo.
All'ora di pranzo il giovane Sam e Dinah si incontrano per strada, sotto la pioggia. Fingono entrambi di avere appuntamenti per il pranzo altrove, poi si chiedono perché hanno mentito. Che cosa è stato, si chiedono, a spegnere il loro amore? Non riescono a ritrovare la strada per il giardino da dove avevano iniziato?

#### Scena 3
Le fantasticherie del vecchio Sam vengono interrotte quando Dede viene timidamente a fargli visita. Mentre passano attraverso cartoni e vestiti nell'armadio di Dinah, iniziano a discutere fra loro. Nella porta accanto, nella stanza di Junior, François affronta Junior per il suo comportamento al funerale. La rabbia di François provoca una fase psicotica che porta Junior, attraverso alcuni dolorosi collegamenti, a un'importante rivelazione: che ama suo padre e ne ha bisogno. Nel frattempo Dede ha provato un abito che ricorda vividamente a Sam la giovane Dinah. Padre e figlia si abbracciano, Junior crolla tra le braccia di François.
Dede e François si incontrano nel corridoio: lei è euforica, lui è esausto. François crolla tra le sue braccia, sopraffatto dalla fatica della giornata e Dede lo consola. È commosso dalla sua forza e la abbraccia appassionatamente. Quando se ne vanno Sam entra nella stanza di Junior. Cerca di baciare il figlio addormentato ma ancora non ci riesce: è ancora troppo combattuto. Trova un trofeo sportivo su uno scaffale, che risveglia la sua memoria...

#### Scena 4
La scena si apre mentre il trio jazz riprende il suo peana al sogno suburbano americano.
In quel pomeriggio lontanamente ricordato, anziché andare alla recita scolastica di Junior, il giovane Sam ha gareggiato per un trofeo di pallamano e ha vinto. Mentre si fa la doccia proclama che ci sono alcuni uomini, come lui, che sono nati vincitori e alcuni uomini "che non vinceranno mai, mai".
Evitando anche lei di andare alla partita di Junior, Dinah va a vedere un film, un banale musical in Technicolor chiamato Trouble in Tahiti. Lo trova orribile e lo descrive scena per scena, ma è sempre più coinvolta nel ripassare la trama sdolcinata, in particolare il grande numero musicale di evasione "Island Magic". All'improvviso torna alla realtà e si precipita a casa per preparare la cena. Il giovane Sam quella sera si avvicina alla sua porta di casa con il suo trofeo, ma con terrore, anche i vincitori "devono un occhio della testa".
Mentre il trio jazz canta delle ombre della sera e delle persone care insieme, il giovane Sam e Dinah cercano di parlare dopo cena, ma non riescono a fare alcun progresso. Il giovane Sam suggerisce stancamente di andare al cinema, qualche nuovo musical su Tahiti. Dinah accetta mestamente. Rimpiangendo la magia perduta tra loro, cercano la magia "comprata e pagata" del grande schermo.
Il vecchio Sam ricorda...

### Atto 3
Dede si alza presto la mattina dopo, estirpando le erbacce nello splendido giardino di sua madre, ora ricoperto di vegetazione. Percepisce la presenza invisibile di Dinah e le parla, ricordando quando erano vicini. Junior, di buon umore, appare con la colazione. Fratello e sorella giocano a giochi ricordati dall'infanzia e rievocano le colazioni litigiose dei genitori. François si unisce a loro nel bel mezzo del gioco di acchiapparella, e in un altro trio di ricordi, per i quali il tempo si è fermato, rivivono il primo incontro di Dede e François circa 10 anni prima.
Ora il vecchio Sam appare in giardino e il gioco di acchiapparella riprende. Finisce quando Sam decide che invece di essere acchiappato da François, gli aprirà le braccia e lo accoglierà in famiglia. Sam legge ad alta voce dal diario di Dinah. L'ultima voce che legge fa iniziare a ridacchiare tutti e lasciano andare parte della loro tristezza in una risata condivisa. I bambini dicono a Sam che stanno pensando di restare qualche giorno e tutti e quattro immaginano euforicamente la gioia di stare insieme, fino a quando un piccolo disaccordo diventa una disputa pericolosa. Al suo culmine Junior lancia in aria il diario di Dinah e tutto ciò che hanno ottenuto dalla disfatta al funerale ricade intorno a loro. Si fermano, la rabbia spenta, e guardano le pagine del diario sparse per terra. Pensando a Dinah e alle sue parole, riconoscono, uno per uno, che possono imparare a comunicare, anzi che devono, per quanto difficile sarà per loro. Si abbracciano ancora una volta.

## Incisioni
- Deutsche Grammophon 419 761-2: Beverly Morgan, Wendy White, Peter Kazaras, Chester Ludgin, John Brandsetter, Edward Crafts; Jean Kraft, Louise Edeiken, Kurt Ollmann, Mark Thompsen; Austrian Radio Symphony Orchestra; Leonard Bernstein, direttore[12]